# جئولیبرترینیسم
جئولیبرترینیسم (به انگلیسی: Geolibertarianism)، یک ایدئولوژی سیاسی و اقتصادی است که لیبرترینیسم را با جورجیسم مدغم می‌کند.

## مرور کلی
جئولیبرترین‌ها بر این باور اند که فضای جغرافیایی و منابع طبیعی خام، یعنی هر دارایی که از نظر اقتصادی در زمین وجود داشته باشد، کالاهای رقابتی‌اند که باید مالکیت اشتراکی به حساب آیند، یا به صورت دقیق‌تر انبازه‌اند، به طوری که همه افراد دارای حقوق انسانی به آن دسترسی دارند، نه ثروت یا سرمایه‌ای که مطلقاً خصوصی شود؛ بنابراین، صاحبان زمین باید طبق ارزش اجاره تعیین شده توسط بازار آزاد، بدون هیچ‌گونه بهبودی، به عنوان حق مدنی انتفاع (یعنی مالکیت انحصاری شناخته شدهٔ قانونی با محدودیت در سوءاستفاده از اموال) به جامعه جبران خسارت پرداخت کنند، در غیر این صورت «میراث قانونی بلامعارض» خواهد بود که چنین محدودیت‌هایی را در قبال نخواهد داشت. در حالت ایده‌آل، تنها پس از آن‌که تعیین شد اجاره خصوصی حاصل شده از زمین بیشتر از سهم مساوی مالک آن از ارزش کل زمین در حوزه قضایی باشد، اخذ مالیات تحت مدیریت قرار خواهد گرفت.
بر اساس این پیشنهاد، کرایه تنها از بهر تصرف یا استفاده از زمین جمع‌آوری نمی‌شوند، چون نه جامعه و نه دولت حق مالکیت مشترک را دارند، بلکه به عنوان غرامت عینی ارزیابی شده به دلیل حقوق قانونی در نظر گرفته می‌شود تا دیگران را از آن زمین محروم سازند. برخی جئولیبرترین‌ها همچنان از مالیات پیگویی بر آلودگی و مالیات روی درآمدهای منابع طبیعی به منظور تنظیم کاهش منابع طبیعی و پرداخت اجباری با اثرات مثبت محیط زیستی روی فعالیت‌هایی که بر ارزش زمین تأثیر منفی می‌گذارد، حمایت می‌کنند. آن‌ها موضع معیار لیبرترینیسم راست را انتخاب می‌کنند که هر فرد به صورت طبیعی حق دارد از ثمره کار خود به عنوان مالکیت خصوصی انحصاری استفاده نماید. این باور در برابر نظریه‌ای قرار می‌گیرد که کالاهای تولید شده به‌طور جمعی در مالکیت جامعه یا دولتی است که به نمایندگی از جامعه عمل می‌کند، «کار، دستمزد و محصولات کار» یک فرد نباید شامل اخذ مالیات شود. در کنار غیرجورجیست‌ها در جنبش لیبرترین، آن‌ها همچنان از قانون آزادی برابر که «آزادی مطلق مدنی را بدون هیچ جنایتی، مگر این‌که قربانی وجود داشته باشد که مورد تجاوز قرار گرفته باشد»، حمایت می‌نماید.
جئولیبرترین‌ها در کل تحت تأثیر جنبش «مالیات واحد جورجیست» اواخر قرن نوزدهم و اوایل قرن بیستم قرار دارند، ولی ایده‌های نهفته در عقب آن به دوره قبل از هنری جورج بر می‌گردد و به اشکال مختلفی در نوشته‌های اینان نیز می‌توان یافت: جان لاک، سوسیالیسم دهقانی اولیه از «برابرسازان حقیقی» یا «حفاری کنندگانی» مانند «جرارد وینستنلی» ، فیزیوکرات‌های فرانسوی (خصوصاً فرانسوا کنه و تورگوت)، اقتصاددانان کلاسیک همچون آدام اسمیت و دیوید ریکاردو، اقتصاددانان لیبرال فرانسوی همچون ژان-باتیست سه و فردریک باستیا، نویسندگان انقلابی آمریکایی همچون توماس جفرسون و توماس پین، اصلاح‌طلب زمین و رادیکال انگلیسی همچون «توماس اسپینس» ، انارشیست فردگرای آمریکایی همچون لایسندر اسپونر و بنجامین تاکر و همچنین فیلسوفان لیبرال کلاسیک چون جان استوارت میل و هربرت اسپنسر. جئولیبرترین‌های برجسته از زمان جورج در برگیرنده منتقدان سوسیال راست قدیم همچون «آلبرت جی ناک» و «فرانک چودوروف» بودند. سایر لیبرترین‌ها که از مالیات بر ارزش زمین به عنوان اصلاح مازاد حمایت کرده‌اند شامل میلتون فریدمن، «کارل هس» ، جان هاسپرز و «دیوید نولان» از بنیان‌گذاران سابق حزب لیبرترین ایالات متحده آمریکا می‌باشند.

## حقوق مالکیت

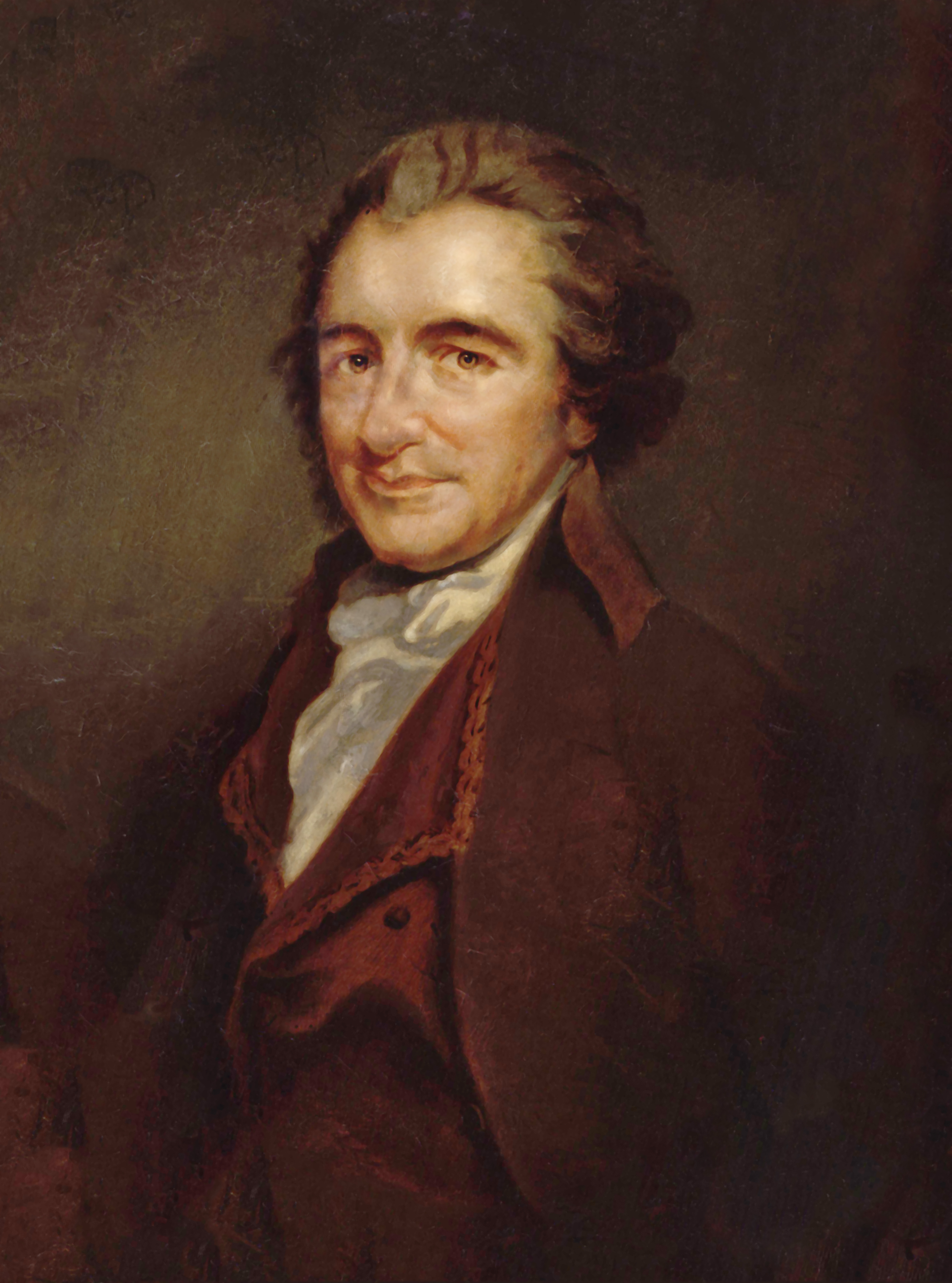
توماس پین الهام‌بخش سیاست «سود تسهیمی شهروندی» بیان داشت: «هر مالک، اجاره زمینش را به جامعه، به دلیل زمینی که در تصاحب دارد، بدهکار است»

جئولیبرترین‌ها در تداوم سنت لیبرالیسم کلاسیک معتقد هستند که زمین یک عامل مستقل تولید است که میراث مشترک همه بشریت بوده و عدالت مالکیت خصوصی از حق یک فرد به ثمره کار او ناشی می‌شود. چرا که زمین بر اساس تعریف اقتصادی، محصول کار انسان نیست و مالکیت آن را نمی‌توان با توسل به حقوق طبیعی بشر توجیه نمود. جئولیبرترین‌ها حق مدنی فردی را برای تضمین مالکیت انحصاری زمین (اجاره‌داری زمین) تنها به شرطی به رسمیت می‌شناسند که زمین دارای رانت اقتصادی بوده و ارزش کامل اجاره آن باید به جامعه محروم از دسترسی به حق برابر، پرداخت شود. ادعا می‌شود که این نظام مالیاتی «غیر تحریفی» اثرات بازگردانیدن ارزش مربوط به همه اعضای جامعه را در خود داشته و مالکین زمین را تشویق می‌کند تا زمین‌ها را طبق نیازمندی شان استفاده کنند و زمین‌هایی را که بدان نیاز ندارند به دیگران سپرده تا آن را تصرف، استفاده و توسعه بخشند.
شاید فشرده‌ترین فلسفه جئولیبرترین اظهار و بیان توماس پین در سال ۱۷۹۷ میلادی در رساله اش تحت عنوان عدالت دهقانی می‌باشد که چنین می‌گوید: «انسان‌ها زمین را نساخته‌اند، بلکه تنها ارزش پیشرفت‌هاست، نه صرف خود زمین که دارایی فردی است. هر مالکی در برابر زمینی که در اختیار دارد از کرایه زمین به جامعه بدهکار است». از سوی دیگر، جان لاک نوشته‌است که مالکیت خصوصی زمین را باید مورد ستایش قرار داد تا زمانی که محصول آن فاسد نشده باشد و به «اندازه کافی و خوب برای دیگران مشترک باشد». اما وقتی که این ویژگی نظریه کار جان لاک نقض شود، زمین ارزش اجاره‌ای به‌دست می‌آورد. برخی جئولیبرترین‌ها استدلال می‌کنند که «به اندازه کافی و خوب بودن» در محیط شهری عملاً امکان‌ناپذیر است چون موقعیت اهمیت فراوانی دارد. این بدان معنی است که در هر محیط اجتماعی شهری، قید لاک نیازمند جمع‌آوری و توزیع برابر اجاره زمین است. جئولیبرترین‌ها غالباً بر سر تفسیر موجود دربارهٔ «اصل تصاحب زمین عامه» از جان لاک که در دومین رسالهٔ پیرامون حکومت او دربارهٔ عدالت تملک اولیه دارایی در زمین مناقشه می‌کنند و در عوض دیدگاهی را که ظاهراً با نظریه کار جان لاک سازگار است را انتخاب می‌کند، در این دیدگاه فرایندی توصیف می‌شود که تملک از زمین و از طریق اعمال کار ایجاد می‌شود.
این تعریف دقیق از مالکیت خصوصی، میوه کار اشخاص است که منجر به حمایت جئولیبتاریان‌ها از بازار آزاد در کالاهای سرمایه‌ای، کالاهای مصرفی و خدمات شده، به علاوه این که موجب حفاظت از حقوق کارگران در به‌دست آوردن درآمد کاملشان می‌گردد.

## پیشنهادهای سیاست
جئولیبرترین‌ها عموماً از توزیع مجدد اجاره زمین از نزد مالکان خصوصی به همه افراد جامعه از طریق مالیات بر ارزش زمین که توسط هنری جورج و افراد قبل از او پیشنها شده بود، حمایت می‌کنند.
جئولیبرترین‌ها علاقه دارند که عواید به‌دست آمده از «حق مشرفیت» فقط مصارف ضروری اداری را تأمین کند و تنها خدمات عامهٔ را تمویل مالی کنند که برای یک نهاد دولتی جهت تأمین و اجرای حقوق زندگی، آزادی و املاک ضروری است. این‌ها حمایت‌های مدنی اند که مجموع اجاره زمین را در حوزه قضایی افزایش می‌دهند، ازین‌رو خود را از نظر مالی تأمین می‌کنند؛ مازاد آن نیز به‌طور مساوی به عنوان سهم بدون قید و شرط به هر شهروند تسهیم می‌شود.
بنابر این، ارزش زمین به ساکنانی که آن را تولید می‌کنند، اما به دلیل ضرورت عملی و امتیاز قانونی از دسترسی برابر محروم شده‌اند، بازگردانده شده در حالی که فقرا و محرومان از یک تور ایمنی اجتماعی قابل اعتماد که توسط بوروکراسی یا آزمون وسع فراهم شده بود، مستفید می‌شوند. برخی جئولیبرترین‌ها ادعا می‌کنند که بر این اساس، استدلالی که پشت اخذ مالیات بر ارزش زمین وجود دارد، توجیه کننده مالیات آلودگی مکمل برای کاهش ارزش مشترک طبیعی است. ویژگی مشترک و غیرقابل انعطاف طیف موج رادیویی (که این هم تحت زمین، به عنوان یک رده اقتصادی قرار می‌گیرد) نیز مالیات گرفتن جهت استفاده انحصاری از آن را توجیه می‌کند.